# طريق الملوك (صراع العروش)
طريق الملوك (بالإنجليزية: The Kingsroad)‏ هي الحلقة الثانية من الموسم الأول من المسلسل الفانتازي صراع العروش، والمُقتبس من سلسلة روايات أغنية الجليد والنار للمؤلف جورج ر. ر. مارتن، وهي الحلقة رقم 2 من المسلسل ككل. عُرضت الحلقة لأول مرة في 24 أبريل 2011، على شبكة إتش بي أو المُنتجة للمسلسل، وكانت من كتابة ديفيد بينيوف، ودي. بي. وايس، ومن إخراج تيم فان باتن.

## ملخص الحلقة
يسقط (بران) فاقداً للوعي مصيره في شك، في حين أن (بران) ما زال فاقداً للوعي في رعاية والدته، وأثناء ذلك يقوم عميل لعائلة (لانستر) بالتسلل إلى غرفته لقتله خوفاً من استيقاظه وإخبار الجميع بما شاهد إلا أن ذئب (بران) يقوم بحمايته، تُخبر والدته عائلتها أن آل (لانستر) هم من يحاولون قتله بعد اكتشافها دليلاً على ذلك. (نيد ستارك) وبعد أن قبل أن يكون ساعد الملك، غادر موطنه برفقة ابنتيه (سانسا) و(آريا ستارك). في ذاك الوقت، (جون سنو) -وهو ابن زنا لـ(نيد)- يذهب لينضم لأخويّة الحرس الليلي الشمالي، وهم حُماة الجدار الذي يحمون جنوب القارة من هجمات الهمجيين وهجمات المخلوقات الأخرى. يقرر أيضاً (تيريون لانستر) وهو القزم الشقيق لكل من (سيرسي) و(جايمي) يقرر الذهاب للجدار أيضاً ليطمأن على أمور الحرس الليلي. أما (دينريس تارغاريان) فكان كل همّها هي كيفية إرضاء زوجها الجديد (كال دورغو) امتثالاً لأمر أخيها بذلك. أما ما كان من أمر آل (ستارك)، فعند وصولهم إلى العاصمة تعرفت (آريا) على فتى وبدأت تلهو معه، وعندما وجدهم الأمير (جوفري) على هذه الحال قام بإهانته ومواجهة (آريا)، فقام ذئب (آريا) بالدفاع عنها وذلك بالهجوم على (جوفري)، مما أشعل نار العداوة بين العائلتين؛ ولكن ترضخ (آريا) لأوامر الملك وهي أن يتم إعدام الذئب. وفي نهاية الحلقة، يستيقظ (بران) من غيبوبته.

## الإنتاج
سيناريو الحلقة كان من كتابة ديفيد بينيوف، ودي. بي. وايس، وأُختير تيم فان باتن لإخراجها. كان أليك ساخاروف مديرًا لتصوير الحلقة، وأورال نوري أوتي محررًا لها، أما موسيقى الحلقة التصويرية فكانت من تلحين رامين جوادي.

## نسب المشاهدة
| الموسم | الموسم | رقم الحلقة | رقم الحلقة | رقم الحلقة | رقم الحلقة | رقم الحلقة | رقم الحلقة | رقم الحلقة | رقم الحلقة | رقم الحلقة | رقم الحلقة | المتوسط |
| الموسم | الموسم | 1          | 2          | 3          | 4          | 5          | 6          | 7          | 8          | 9          | 10         | المتوسط |
| ------ | ------ | ---------- | ---------- | ---------- | ---------- | ---------- | ---------- | ---------- | ---------- | ---------- | ---------- | ------- |
|        | 1      | 2.22       | 2.20       | 2.44       | 2.45       | 2.58       | 2.44       | 2.40       | 2.72       | 2.66       | 3.04       | 2.52    |
|        | 2      | 3.86       | 3.76       | 3.77       | 3.65       | 3.90       | 3.88       | 3.69       | 3.86       | 3.38       | 4.20       | 3.80    |
|        | 3      | 4.37       | 4.27       | 4.72       | 4.87       | 5.35       | 5.50       | 4.84       | 5.13       | 5.22       | 5.39       | 4.97    |
|        | 4      | 6.64       | 6.31       | 6.59       | 6.95       | 7.16       | 6.40       | 7.20       | 7.17       | 6.95       | 7.09       | 6.84    |
|        | 5      | 8.00       | 6.81       | 6.71       | 6.82       | 6.56       | 6.24       | 5.40       | 7.01       | 7.14       | 8.11       | 6.88    |
|        | 6      | 7.94       | 7.29       | 7.28       | 7.82       | 7.89       | 6.71       | 7.80       | 7.60       | 7.66       | 8.89       | 7.69    |
|        | 7      | 10.11      | 9.27       | 9.25       | 10.17      | 10.72      | 10.24      | 12.07      | غ/م        | غ/م        | غ/م        | 10.26   |
|        | 8      | 11.76      | 10.29      | 12.02      | 11.80      | 12.48      | 13.61      | غ/م        | غ/م        | غ/م        | غ/م        | 11.99   |

## وصلات خارجية
- طريق الملوك على موقع IMDb (الإنجليزية)
- طريق الملوك على موقع ميتاكريتيك (الإنجليزية)
- طريق الملوك على موقع أول موفي (الإنجليزية)